# 대한민국의 국무총리비서실장
국무총리 비서실장(國務總理 秘書室長)은 총리 비서실을 대표하는 직위로, 차관급 정무직공무원으로 보한다.

## 임명
- 국무총리비서실장은 대통령이 임명한다.

## 역할
- 각 행정기관의 장은 소관사무를 통할하고 소속공무원을 지휘·감독한다.
- 국무총리비서실장은 국무총리의 직무를 보좌한다.

## 역대 실장

### 국무총리비서실장
| 정부        | 대수           | 이름                              | 임기                              | 비고   |
| ----------- | -------------- | --------------------------------- | --------------------------------- | ------ |
| 제3공화국   | 초대           | 임윤영(林胤英)                    | 1963년 12월 26일~1966년 9월 11일  | 차관급 |
| 제3공화국   | 2대            | 홍성철(洪性澈)                    | 1966년 9월 12일~1970년 12월 20일  |        |
| 제3공화국   | 3대            | 서인석(徐仁錫)                    | 1970년 12월 21일~1971년 12월 17일 |        |
| 제3공화국   | 4대            | 이영근(李永根)                    | 1972년 1월 4일~1973년 3월 7일     |        |
| 제4공화국   | 4대            | 이영근(李永根)                    | 1972년 1월 4일~1973년 3월 7일     |        |
| 5대         | 황인성(黃寅性) | 1973년 3월 13일~1973년 10월 19일  |                                   |        |
| 6대         | 이명춘(李明春) | 1975년 1월 7일~1976년 1월 4일     |                                   |        |
| 7대         | 이규현(李揆現) | 1976년 1월 5일~1979년 12월 13일   |                                   |        |
| 8대         | 문태갑(文胎甲) | 1979년 12월 14일~1980년 5월 25일  |                                   |        |
| 9대         | 박근효(朴根涍) | 1980년 5월 26일~1980년 9월 3일    |                                   |        |
| 10대        | 금진호(琴震鎬) | 1980년 9월 15일~1981년 10월 30일  |                                   |        |
| 10대        | 금진호(琴震鎬) | 1980년 9월 15일~1981년 10월 30일  | 제5공화국                         |        |
| 11대        | 조영길(趙英吉) | 1981년 10월 31일~1983년 10월 17일 |                                   |        |
| 12대        | 강창희(姜昌熙) | 1983년 10월 18일~1984년 10월 16일 |                                   |        |
| 13대        | 하순봉(河舜鳳) | 1984년 10월 17일~1986년 8월 28일  |                                   |        |
| 14대        | 윤석순(尹碩淳) | 1986년 8월 29일~1988년 3월 4일    |                                   |        |
| 노태우 정부 | 15대           | 이진(李進)                        | 1988년 3월 5일~1990년 12월 27일   |        |
| 노태우 정부 | 16대           | 강용식(康容植)                    | 1990년 12월 28일~1992년2월 24일   |        |
| 노태우 정부 | 17대           | 김옥조(金玉照)                    | 1992년 3월 6일~1993년 3월 3일     |        |
| 김영삼 정부 | 18대           | 이효계(李孝桂)                    | 1993년 3월 4일~1993년 12월 27일   |        |
| 김영삼 정부 | 19대           | 이흥주(李興柱)                    | 1993년 12월 28일~1994년 12월 25일 |        |
| 김영삼 정부 | 20대           | 송태호(宋泰鎬)                    | 1994년 12월 26일~1997년 3월 5일   |        |
| 김영삼 정부 | 21대           | 조건호(趙健鎬)                    | 1997년 3월 7일~1998년 3월 8일     |        |
| 김대중 정부 | 22대           | 조건호(趙健鎬)                    | 1998년 3월 9일~1999년 5월 25일    |        |
| 김대중 정부 | 23대           | 김용채(金鎔采)                    | 1999년 5월 26일~2000년 1월 19일   |        |
| 김대중 정부 | 24대           | 조영장(趙榮藏)                    | 2000년 1월 20일~2000년 5월 31일   |        |
| 김대중 정부 | 25대           | 이택석(李澤錫)                    | 2000년 6월 1일~2002년 7월 18일    |        |
| 김대중 정부 | 26대           | 정강정(鄭剛正)                    | 2002년 7월 19일~2003년 3월 2일    |        |
| 노무현 정부 | 27대           | 탁병오(卓秉伍)                    | 2003년 3월 3일~2003년 7월 29일    |        |
| 노무현 정부 | 28대           | 김대곤(金大坤)                    | 2003년 8월 12일~2004년 7월 22일   |        |
| 노무현 정부 | 29대           | 이기우(李基雨)                    | 2004년 7월 23일~2006년 1월 3일    |        |
| 노무현 정부 | 30대           | 김성진(金成珍)                    | 2006년 4월 25일~2007년 4월 6일    |        |
| 노무현 정부 | 31대           | 윤후덕(尹厚德)                    | 2007년 4월 25일~2008년 1월 23일   |        |

### 국무총리실장
| 정부        | 대수 | 이름           | 임기                            | 비고   |
| ----------- | ---- | -------------- | ------------------------------- | ------ |
| 이명박 정부 | 초대 | 조중표(趙重杓) | 2008년 3월 1일~2009년 1월 19일  | 장관급 |
| 이명박 정부 | 2대  | 권태신(權泰信) | 2009년 1월 19일~2010년 8월 11일 |        |
| 이명박 정부 | 3대  | 임채민(林寀民) | 2010년 8월 11일~2011년 9월 4일  |        |
| 이명박 정부 | 4대  | 임종룡(任鍾龍) | 2011년 9월 4일~2013년 3월 4일   |        |

### 국무총리비서실장
| 정부        | 대수 | 이름           | 임기                             | 비고         |
| ----------- | ---- | -------------- | -------------------------------- | ------------ |
| 박근혜 정부 | 초대 | 이호영(李浩永) | 2013년 3월 25일~2014년 8월 18일  | 차관급       |
| 박근혜 정부 | 2대  | 이석우(李錫雨) | 2014년 8월 18일~2015년 2월 28일  |              |
| 박근혜 정부 | 3대  | 최민호(崔旼鎬) | 2015년 3월 1일~2015년 4월 30일   |              |
| 박근혜 정부 | 4대  | 심오택(沈五澤) | 2015년 7월 20일~2017년 6월 11일  |              |
| 문재인 정부 | 5대  | 배재정(裵在禎) | 2017년 6월 11일~2018년 11월 2일  | 첫 여성 출신 |
| 문재인 정부 | 6대  | 정운현(鄭雲鉉) | 2018년 11월 5일~2020년 2월 13일  |              |
| 문재인 정부 | 7대  | 김성수(金聖洙) | 2020년 2월 14일~2021년 5월 7일   |              |
| 문재인 정부 | 8대  | 오영식(吳泳食) | 2021년 5월 28일~2022년 6월 2일   |              |
| 윤석열 정부 | 9대  | 박성근(朴聖根) | 2022년 6월 3일~2023년 12월 26일  |              |
| 윤석열 정부 | 10대 | 손영택(孫榮澤) | 2023년 12월 27일~2025년 4월 28일 |              |
| 이재명 정부 | 11대 | 민기(閔基)     | 2025년 7월 10일~                 |              |

## 같이 보기
- 국무총리비서실